# David Munnelly
David Munnelly (geboren in de County Mayo, Ierland) is een Ierse accordeonist die de diatonische accordeon bespeelt.
Hij begon al op zevenjarige leeftijd te spelen. Hij wordt de Bullet from Belmullet genoemd. De laatste vier jaar heeft hij getoerd met bekende Ierse muzikanten zoals The Chieftains, Niamh Parsons, Sharon Shannon, De Dannan, Richie Buckley, Gerry O’Connor, Christy O’Leary, Martin Murray, Gary Brian en Arty McGlynn. In 2001 kwam zijn eerste album Swing op de markt. Daarna maakte hij een toer door Duitsland, Nederland, Denemarken, Engeland en Japan en speelde op concerten en festivals in Ierland.
Zijn broer Kieran speelt bij hem op de fluit en bodhrán.

## De bezetting van The David Munnely Band is
- David Munnelly: diatonische accordeon
- Kieran Munnelly: bodhrán – snare - fluit
- Daire Bracken: viool
- Tony Byrne: gitaar
- Andrew Murray: zang

## Discografie
- Swing - 2001
- By Heck -
- The Munnelly - Flaherty Masure

- Bibliothèque nationale de France: cb165633130 (data)
- MusicBrainz: 161bf6ec-2326-4e26-82a5-ae5bd285175f
- Nederlandse Thesaurus van Auteursnamen: 263280195
- Virtual International Authority File: 225762838
- WorldCat: E39PBJvXgdrHjMfvXMhh8KQDv3